# جیمز بیدل (بازیکن فوتبال)
جیمز بیدل (انگلیسی: James Beadle؛ زادهٔ ۱۶ ژوئیهٔ ۲۰۰۴) بازیکن فوتبال است که در حال حاضر برای برایتون اند هوو آلبیون در پست دروازه‌بان بازی می‌کند.

## دوران ملی
وی همچنین در تیم‌های ملی فوتبال زیر ۱۶ سال، زیر ۱۸ سال، زیر ۱۹ سال، زیر ۲۰ سال و زیر ۲۱ سال انگلستان بازی کرده است.

## دوران باشگاهی

### برایتون اند هوو آلبیون
بیدل در بکزی به دنیا آمد، و فوتبال پایه را در چارلتون اتلتیک و برایتون اند هوو آلبیون دنبال کرد و سپس با دومی قرارداد حرفه‌ای امضا کرد.

#### کرو آلکساندرا (قرضی)
بیدل در ژانویه ۲۰۲۳ به صورت قرضی از برایتون به کرو آلکساندرا در لیگ دو پیوست. او در ۲۱ فوریه ۲۰۲۳ در تساوی بدون گل کرو برابر والسال نخستین بازی بزرگ‌سالان خود را انجام داد و در آن بازی دروازه‌اش را بسته نگه داشت. در نهمین بازی خود برای کرو، برابر کولچستر یونایتد در ۱۰ آوریل ۲۰۲۳، بیدل از ناحیه مچ پا مصدوم شد و سپس به باشگاه اصلی خود، برایتون، بازگشت.

#### آکسفورد یونایتد (قرضی)
در ژوئن ۲۰۲۳ اعلام شد که او از ۱ ژوئیه ۲۰۲۳ به صورت قرضی به آکسفورد یونایتد در لیگ وان می‌پیوندد. او در هفتهٔ نخست فصل جدید، در ۵ اوت، نخستین بازی‌اش را برای آکسفورد انجام داد.

#### شفیلد ونزدی (قرضی)
در ۸ ژانویه ۲۰۲۴، بیدل از آکسفورد یونایتد فراخوانده شد و به صورت قرضی برای ادامهٔ فصل به شفیلد ونزدی در چمپیونشیپ پیوست. او در ۲۰ ژانویه، در شکست ۲–۱ مقابل کاونتری سیتی نخستین بازی‌اش را برای این تیم انجام داد.
در ۴ ژوئیه ۲۰۲۴، بیدل بار دیگر به صورت قرضی برای یک فصل کامل به شفیلد ونزدی بازگشت. او در ۱۱ اوت ۲۰۲۴ دومین بازی رسمی خود برای این تیم را مقابل پلیموث آرگیل انجام داد و در پیروزی ۴–۰ در ترکیب اصلی قرار داشت.